# Slaviša Žungul
Slaviša Žungul (Požarevac, 28 juli 1954) is een voormalig Joegoslavisch voetballer. In zijn carrière heeft hij bij verschillende clubs in de Verenigde Staten gespeeld. In 1984 werd hij topscorer in de North American Soccer League.

## Erelijst
- Topscorer North American Soccer League: 1984
- NASL Most Valuable Player Award: 1984